# Тополово (Пловдивская область)
Тополово (болг. Тополово) — село в Болгарии. Находится в Пловдивской области, входит в общину Асеновград. Население составляет 2 724 человека.

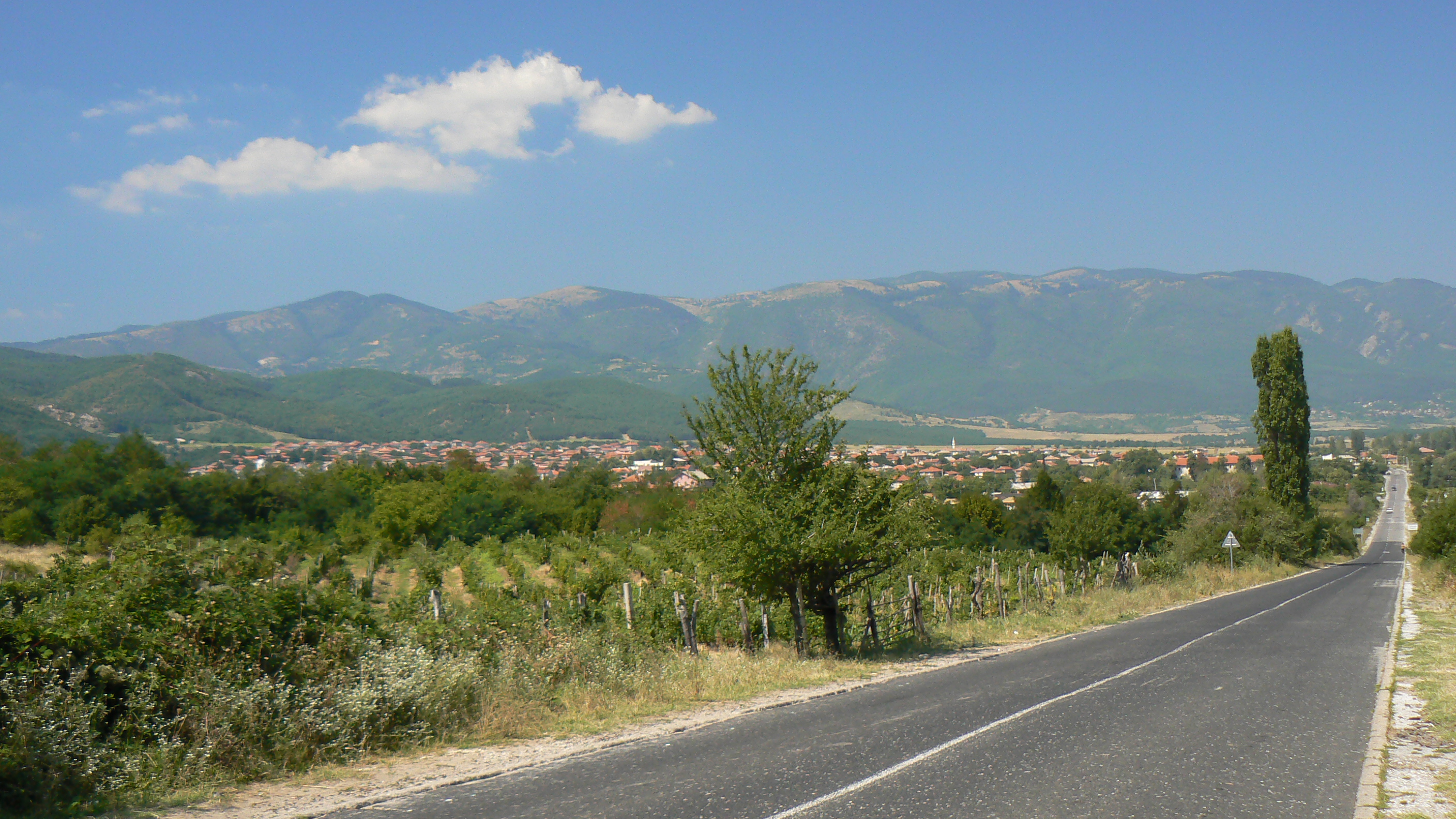

## Политическая ситуация
В местном кметстве Тополово, в состав которого входит Тополово, должность кмета (старосты) исполняет Иван Георгиев Иванов (Союз свободной демократии (ССД)) по результатам выборов правления кметства.
Кмет (мэр) общины Асеновград — Христо Грудев Грудев (коалиция партий: Граждане за европейское развитие Болгарии (ГЕРБ), ВМРО — Болгарское национальное движение) по результатам выборов в правление общины.